# Філленбах
Філленбах (нім. Villenbach) — громада в Німеччині, знаходиться в землі Баварія. Підпорядковується адміністративному округу Швабія. Входить до складу району Діллінген. Складова частина об'єднання громад Вертінген.
Площа — 17,81 км2. Населення становить 1277 ос. (станом на 31 грудня 2020).